# Thamnosophis
Thamnosophis – rodzaj węży z rodziny Pseudoxyrhophiidae.

## Zasięg występowania
Rodzaj obejmuje gatunki występujące endemicznie na Madagaskarze.

## Systematyka

### Etymologia
- Thamnosophis: gr. θαμνος thamnos „krzak, krzew”[6]; οφις ophis, οφεως opheōs „wąż”[7].
- Bibilava: malg. bibilava „wąż”, od biby „zwierzę”, lava „długi”[3].

### Podział systematyczny
Rodzaj obejmuje sześć gatunków, z których pięć przed 2007 rokiem było zaliczanych do rodzaju Liopholidophis (szósty, T. mavotenda, opisano dopiero w 2009 roku). Glaw i współpracownicy (2007) przenieśli te gatunki do odrębnego rodzaju Bibilava. Jednak Cadle i Ineich (2008) wskazali, że gatunek typowy tego rodzaju, Bibilava lateralis, jest też gatunkiem typowym rodzaju Thamnosophis, opisanego przez Giorgio Jana w 1863 roku; jeśli więc B. lateralis należał do rodzaju odrębnego od Liopholidophis, to właściwą nazwą dla tego rodzaju jest Thamnosophis, a Bibilava jest młodszym synonimem Thamnosophis.
- Thamnosophis epistibes (Cadle, 1996)
- Thamnosophis infrasignatus (Günther, 1882)
- Thamnosophis lateralis (Duméril, Bibron & Duméril, 1854)
- Thamnosophis martae (Glaw, Franzen & Vences, 2005)
- Thamnosophis mavotenda Glaw, Nagy, Köhler, Franzen & Vences, 2009
- Thamnosophis stumpffi (Boettger, 1881)